# Enjott Schneider

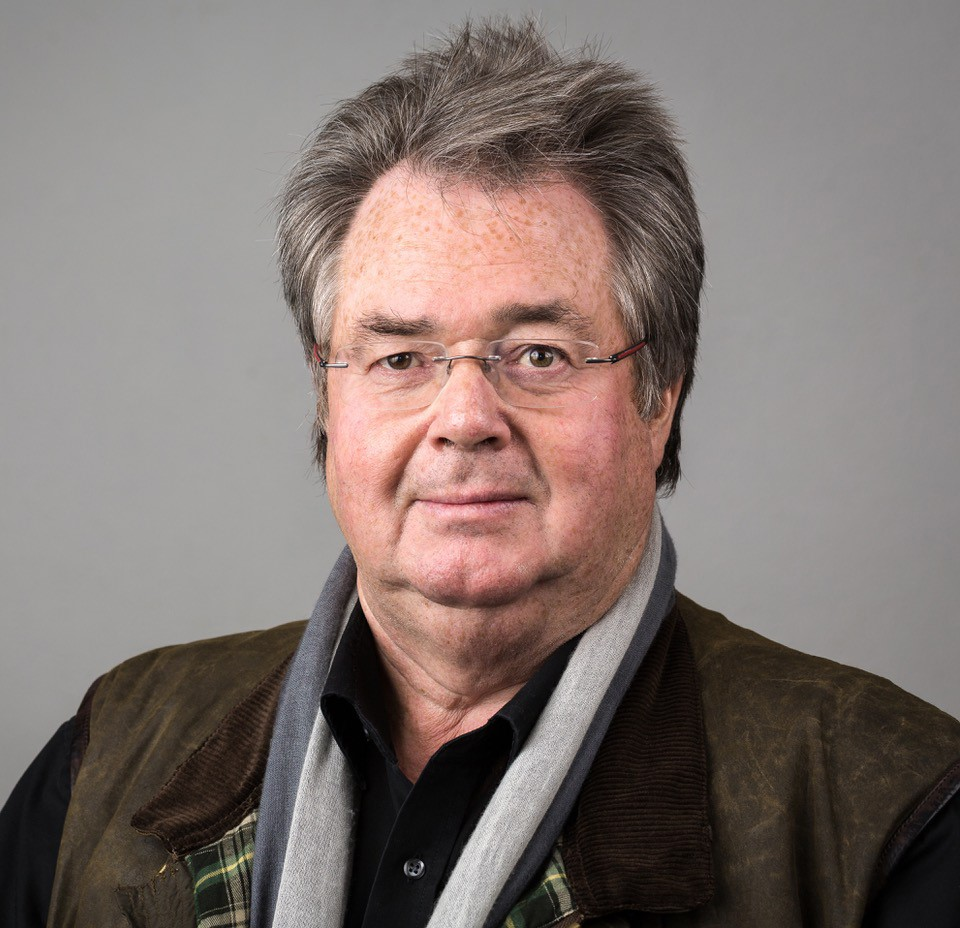
Enjott Schneider (2019)

Enjott Schneider (* 25. Mai 1950 in Weil am Rhein als Norbert Jürgen Schneider) ist ein deutscher Komponist, Musikwissenschaftler und Hochschullehrer.

## Leben
Enjott Schneider wuchs in Weil am Rhein auf. Zu den zahlreichen Instrumenten, die er erlernte, zählen unter anderem Violine, Klavier, Akkordeon, Trompete und Orgel. Im Alter von 19 Jahren wurde er Organist im französischen Huningue und wirkte außerdem als Keyboarder in der Popgruppe Kaktus. Schneider studierte von 1969 bis 1977 Musiktheorie, Schulmusik, Orgel und Trompete an der Musikhochschule Freiburg sowie Musikwissenschaft, Germanistik und Linguistik an der Universität Freiburg und wurde 1977 bei Hans Heinrich Eggebrecht zum Dr. phil. promoviert. Von 1975 bis 1982 wirkte er als Kirchenmusiker in Hinterzarten, wo er mit seinem „Collegium Musicum Hinterzarten“ in vielen Konzerten und drei LP-Einspielungen kulturelle Impulse gab.
Schneider hatte von 1973 bis 1982 zeitgleich Lehraufträge für Tonsatz, Analyse und Musikwissenschaft an der Musikhochschule Freiburg, an der Universität Freiburg und an der Pädagogischen Hochschule Freiburg inne. Von 1979 bis 2012 bekleidete er eine Professur an der Hochschule für Musik und Theater München: zunächst für Musiktheorie, Instrumentation und kirchenmusikalische Komposition, ab 1996 für Filmmusik (Filmkomposition). Parallel dazu war er von 1982 bis 1991 Gastdozent für Filmmusik an der Hochschule für Fernsehen und Film München und lehrte ab 1993 am Staatlichen Filminstitut in Pune (Indien). Von 2011 bis 2019 wirkte er als Dozent für Neue Musik/Komposition an der Hochschule für Katholische Kirchenmusik und Musikpädagogik Regensburg.
Enjott Schneider gehörte 2003 zu den Gründungsmitgliedern der Deutschen Filmakademie. Er wurde 2003 in den Aufsichtsrat der GEMA gewählt und war dort von 2012 bis 2017 Vorsitzender des Aufsichtsrates. Zudem wirkte er ab 2013 als Präsident des Deutschen Komponistenverbandes sowie ab 2014 als Präsidiumsmitglied des Deutschen Musikrates; von beiden Positionen trat er 2020 zurück.
2018 erfolgte seine Ernennung als Mitglied der Bayerischen Akademie der Schönen Künste.
Im Jahr 1988 richtete Schneider das Tonstudio Augenklang ein, das 1997 durch das Tonstudio Am Wageck abgelöst wurde.

## Werk
Enjott Schneiders kompositorisches Schaffen umfasst ein breites Spektrum: zahlreiche Werke für Orchester (darunter Sinfonien und Werke für Soloinstrumente und Orchester), Orgel, Kammermusik, Solowerke sowie Vokal- und Bühnenwerke, Oratorien und geistliche Werke sowie Kompositionen für Film und Fernsehen. Seine zahlreichen Veröffentlichungen befassen sich mit Musiktheorie, Psychologie und Philosophie der Musik, mit Neuer Musik und Musik in audiovisuellen Medien.

## Kompositionen (Auswahl)

### Kinofilme
- 1984: Lettow-Vorbeck. Der deutsch-ostafrikanische Imperativ
- 1989: Herbstmilch
- 1990: Rama dama
- 1991: Wildfeuer
- 1991: Leise Schatten
- 1992: Stalingrad
- 1993: Charlie & Louise. Das doppelte Lottchen
- 1994: Wachtmeister Zumbühl
- 1995: Schlafes Bruder
- 1997: Die drei Mädels von der Tankstelle
- 1998: 23 – Nichts ist so wie es scheint
- 1999: Wer liebt, dem wachsen Flügel
- 2003: Knallharte Jungs
- 2004: Bibi Blocksberg und das Geheimnis der blauen Eulen
- 2007: Zum dritten Pol
- 2012: Der Bauer bleibst Du

### Fernsehfilme und -serien
- 1987: Gegen die Regel (Regie: Michael Verhoeven)
- 1989: Cop & Co (14-teilige ARD-Serie)
- 1990: Vogel und Osiander (8-teilige Krimiserie, ARD)
- 1992: Marienhof (Folgen 1–500)
- 1992–2001: Weißblaue Geschichten (27 Folgen)
- 1993: Gefangene Liebe (Regie: Dagmar Damek)
- 1994: Himmel und Hölle
- 1995: Jede Menge Leben
- 1996: Polizeiruf 110: Kleine Dealer, große Träume
- 1996: Das Mädchen Rosemarie
- 1996: Fähre in den Tod
- 1997–2002: Tatort
- 1997: Winterkind
- 1998–2002: Vater wider Willen
- 1999: Die Sekretärin des Weihnachtsmanns
- 1999: City Express (40-teilige ZDF-Serie)
- 1999: Die Blauen und die Grauen Tage (Regie: Dagmar Damek)
- 2000: Jahrestage
- 2001: Das Schneeparadies
- 2001–2002: Wilder Kaiser (7 Episoden)
- 2001: Ein Hund für alle Fälle (Regie: Hans Werner)
- 2002: Tauerngold
- 2003: Schwabenkinder
- 2004: Stauffenberg
- 2005–2007: Der Staatsanwalt (Henkersmahlzeit und 4 weitere Episoden)
- 2006–2018: Giraffe, Erdmännchen & Co. (417 Folgen)
- 2006: Glück auf vier Rädern
- 2006: Nicht alle waren Mörder
- 2006: Dem Himmel sei Dank (Regie: Dagmar Damek)
- 2007: Die Flucht
- 2007: Gänsemagd
- 2007: Moppel-Ich
- 2008: Der Froschkönig
- 2008: König Drosselbart
- 2008: Treuepunkte
- 2011: Laconia
- 2014: Ohne Dich
- 2016: Liebe bis in den Mord
- 2017: Mordkommission Königswinkel (Regie: Thomas Nennstiel)
- 2020: Der Bozen-Krimi: Mord am Penser Joch

### Dokumentarfilme
- 1984: Wasserherren – Die Vorboten kommenden Mangels
- 1985: Mae Nam – Mutter des Wassers
- 1986: Gin für die Götter
- 1989: Sekt oder Selters
- 1990: Zwielicht – Zur Ökologie der künstlichen Helligkeit
- 1991–1996: Wildwege (8-teilige ARD-Reihe)
- 1992: Die Mechanik des Wunders
- 2000: Sardinien – Inseln aus Wind, und weitere 40 Filme aus der ARD-Reihe „Wunder der Erde“
- 2002: Stalingrad – Der Angriff / Stalingrad – Der Kessel / Stalingrad – Der Untergang
- 2003: Amur – Fluss zwischen zwei Weltreichen
- 2004: Das Wunder von Bern. Die wahre Geschichte
- 2004: Hitlers Helfer: Gustav und Alfried Krupp. Die Waffenschmiede
- 2006: Das Verflixte Dritte Tor – Wembley 1966: Die Wahre Geschichte
- 2006: Stalingrad
- 2006: Good Bye DDR (Vierteiler)
- 2006: Die grossen Diktatoren (ZDF-Vierteiler)
- 2007: Der Olympia-Mord. München72 – Die wahre Geschichte
- 2007: Majestät! Die Deutsche und der König: Silvia und Carl Gustaf von Schweden
- 2008: Franz Josef Strauß – eine deutsche Geschichte
- 2008: Das göttliche Paar: Bhumipol und Sirikit von Thailand
- 2009: Wunder von Leipzig: Wir sind das Volk
- 2009: Das Weltreich der Deutschen
- 2010: Ein Prinz für Victoria
- 2010: Der Vatikan – The Hidden World
- 2011: Königliche Affären: Carl Gustaf und die Schweden
- 2012: Drei Leben: Axel Springer – Verleger – Feindbild – Privatmann
- 2014: Bayern! – Süden-Westen-Norden-Osten
- 2014: Mit dem Mut der Verzweiflung: 70 Jahre nach Auschwitz
- 2015: Fährpassagen (5-teilige Arte-Reihe)
- 2015: Hessen von oben (HR)

### Bühnenwerke
- Das Salome-Prinzip. Kammeroper nach Oscar Wilde (UA Musiktheater im Revier Gelsenkirchen, 2002)
- Ali und der Zauberkrug. Ein musikalisches Märchen für Kinder, Text nach einem afrikanischen Märchen eingerichtet von Peter Andersen (2002)
- Albert warum? Kammeroper für sieben Sänger, Zuspielelektronik und neun Instrumentalisten (UA Theater Regensburg, 1999)
- Diana – Cry for Love. Memorial für Soli, Chor, Ballett und Orchester (2001/02), UA Theater Görlitz 2002
- Bahnwärter Thiel. Oper in acht Bildern nach der gleichnamigen novellistischen Studie von Gerhart Hauptmann (UA Theater Görlitz, 2004)
- nullvier – keiner kommt an Gott vorbei. Musical zum 100. Jubiläum des Fußballvereins FC Schalke 04 (UA Musiktheater im Revier, 2004)
- Fürst Pückler – Ich bin ein Kind der Fantasie. Oper in zwei Akten (UA Theater Görlitz, 2006)
- Orbe Rotundo. Szenischer mittelalterlicher Bilderbogen (UA Herkulessaal München, 2010)
- Marco Polo. Opera in der Sprache Mandarin / Guangzhou (UA in China)
- Der Ring des Nibelungen Bearbeitung und Erweiterung der gleichnamigen Opernmusik von Richard Wagner für die Sprechtheaterfassung der Augsburger Puppenkiste (2018)
- Kriemhild – Ein sinfonisches Spiel zum Nibelungenlied (UA Festspiele Europäische Wochen Passau, 2023)

### Orchesterwerke
- Evolution. Konzert für Klavier und Orchester (UA Auditorio Nacional de Música Madrid, 1999)
- Teatrissimo. Ratatouille für Orchester (UA Prinzregententheater München, 1997)
- Symphonie Nr. 1: Glocken-Sinfonie, „Lied an das Leben“. Nach Texten aus dem Konzentrationslager Buchenwald (UA DomStufen-Festspiele Erfurt, 1999)
- Symphonie Nr. 2: Sisyphos. Sinfonie für Schlagzeug und Orchester (UA Herkulessaal München, 2001)
- Vivaldissimo. Konzert für zwei Trompeten, Streichorchester und Cembalo (UA Stadtpfarrkirche Mariä Himmelfahrt Landsberg, 2007)
- At the Edge of Time, Reflections on Mozarts Requiem KV 626 (UA Bacau/Rumänien, 2006)
- Hiob. Konzert für Orgel und Orchester (UA Audi-Max der Ruhr-Universität (Bochumer Orgeltage), 2007)
- Symphonie Nr. 3: Chinese Seasons. Für Alt, Sheng und Orchester (UA Pfarrkirche St. Xaver Leoben, 2008)
- Symphonie Nr. 4: Salaam. Friedenssinfonie für Soli, Chor und Orchester (UA Rathausplatz Augsburg, 2011)
- Earth & Fire. Symphonic Poem for Sheng and Chinese Orchestra (UA Philharmonie Taipeh/Taiwan, 2012)
- Symphonie Nr. 6: Der Rhein. Für Sopran, Chor und Orchester (UA Kölner Philharmonie, 2013)
- Symphonie Nr. 7: Dunkelwelt Untersberg. Für Chor und Orchester (UA Theater Bad Reichenhall, 2013)
- Augen der Erde / Earths Eyes. Violinkonzert (UA Theater Bad Reichenhall, 2015)
- Isolde & Tristan. Doppelkonzert für Erhu, Cello & Orchester (2014)
- Mozart Ascending. Konzert für Oboe und Orchester (UA Volkshaus Jena, 2021)
- Yi Jing. Trigramme für Sheng und chinesisches Orchester (UA National Concert Hall Taipeh/Taiwan, 2015)
- Bach-Metamorphosen. Konzert für Oboe und Streicher (UA Sommerkonzerte Landsberg am Lech und Mozartfest Würzburg, 2015)
- Apocalypsis. End of time. Für 4 Posaunen und Orchester (UA Volkshaus Jena, 2016)
- Ikarus, Desire for Light. Konzert für Piccolotrompete und Sinfonieorchester (UA Teatro Amazonas, 2016)
- Lilith. Symphonic Poem. Symphonic Poem (UA Synagoge Augsburg, 2016)
- Tiger, Dog & Rooster. Doppelkonzert für Sheng und Schlagzeug (UA Nationales Zentrum für Darstellende Künste Peking, 2016)
- Berlin Punk. Konzert für Saxophonquartett und Orchester (UA Stadttheater Minden. 2017)
- Dreamdancers. Konzert für Piccolotrompete, Flügelhorn und Orchester (UA Trans-Siberian Art Festival Nowosibirsk, 2017)
- Raptus. Die Freiheit des Beethoven für Orchester (UA Volkshaus Jena, 2019)
- Silk Road. The Travels of Marco Polo. Fantasie für Sheng und chinesisches Orchester (UA in Hongkong, 2019)
- The Spirits of Siberia. Für Trompete, Streicher und Perkussion (UA Internationales Festival Asia – Siberia – Europe in Krasnojarsk, 2019)
- Baumwelten – Worlds of tree. Für Flöte, Streicher und Harfe (2019). UA Philharmonie Katowice 2020
- Wuhan 2020 – Symphonic Poem for orchestra (UA Konzerthalle Peking, 2020)
- Symphonie Nr. 8: Die Glocke – Brücke zur Unendlichkeit
- Siddharta. Konzert für Saxophon und Orchester (UA Konzert- und Kongresszentrum Harmonie Heilbronn, 2022)
- Dracula. Birth of a legend. Doppelkonzert für Violine, Violoncello und Streicher (UA Berliner Philharmonie, 2022)
- Silk Road. Marco Polo goes East. Für Sheng und Orchester (UA Konzilgebäude Konstanz, 2024)
- Hip, Trash & Hop. Recycling Symphony für PerKussion und Orchester (UA Kia Metropol Arena Nürnberg, 2023)
- The Birds. Wisdom & Magic für Violine und Orchester (UA Casals Forum Kronberg, 2023)
- Dr. Jekyll & Mr. Hyde. Melodram für Narrator, 2 Violoncelli und Streicher (UA Cello Akademie Rutesheim, 2013)

### Geistliche Werke
- Crucifixus. Für Saxophonquartett und Orgel (UA Erfurter Dom, 2000)
- Klänge des Lichts. Hildegard-Oratorium (UA Michaeliskirche Leipzig, 1996)
- Echo. Konzert für Orgel und Streichorchester (UA Stadtpfarrkirche Mariä Himmelfahrt Landsberg, 2002)
- Schwabenkinder-Messe. Für Soli, Chor, Orchester (UA Frauenkirche München, 2004)
- Orgelsinfonie Nr. 1 „Pater Noster“ (erste von 16 Orgelsinfonien bis 2016, UA Liebfrauenmünster Ingolstadt, 2005)
- Wasser-Oratorium (UA Augsburger Friedensfest, Kirche St. Anna Augsburg, 2007)
- Sonnengesang des Franz von Assisi. Für gemischten Chor (UA Inkamana (Südafrika), 2008; deutsche EA Regensburger Dom, 2008)
- Augustinus. Oratorium für Soli, Chor und Orchester (UA Pfarrkirche St. Augustin Ingolstadt, 2009)
- Dominus resurrexit et ascendit. Oratorium zu Ostern und Himmelfahrt (UA Pfarrkirche St. Pantaleon Köln, 2011)
- Missa Brevis „Surrexit Christus“ (UA Frauenkirche München, 2010)
- Gallus – Ein Leben in der Stille. Oratorium für Sopran, Chor, Orgel und Ensemble (UA Kathedrale St. Gallen, 2012)
- Sieben letzte Worte Jesu. Für Chor und Ensemble (UA Kirche St. Sebald Nürnberg, 2013, ARD-Fernsehgottesdienst)
- Ordo Amoris. Oratorium für Sopran, Tenor, Chor und Orchester, nach Texten des Bernhard von Clairvaux (UA Herz-Jesu-Kirche München, 2014)
- Sancta Trinitas. Oratorium in drei Teilen (UA Kirche St. Michael Aachen, 2017)
- Da ist Freiheit! Kaleidoskop nach Texten von Martin Luther.F ür Sopran, Bariton und Orchester (UA Stadtkirche Freudenstadt, Schwarzwald Musikfestival 2017)
- Mayim Chaim – The Water of Life. Für Chor (UA Antoniterkirche Köln, 2020)
- Mundus Novus, Die neue Welt. Apokalypse Kap. 21 für Solovioline, Chor, Orgel (UA Speyerer Dom, 2021)
- Oratorium Abubu-Die Sintflut. Für Soli, Chor und Orchester nach Texten und Übersetzungen von Stefan Maul (UA Aula Neue Universität Heidelberg, 2023)
- Oratorium Gabriel. Ekstase der Reinheit. Für Sopran, Tenor, Orchester (UA Eurogress Aachen, Aachener Bachtage 2023)
- Oratorium Beatitudines – Die Seligpreisungen in zeitloser Wahrheit. Oratorium für Sopran, Bariton, Chor, Solovioline und Orchester (UA Liebfrauenkirche München, 2024)
- Oratorium Creatio. Für Sopran, Chor und Ensembles (2024)

## Publikationen (Auswahl)
- Handbuch Filmmusik I. Musik im Neuen deutschen Film. Ölschläger, München.
- Handbuch Filmmusik II. Musik im dokumentarischen Film. Ölschläger, München 1989, ISBN 3-88295-132-X.
- Die Kunst des Teilens. Zeit, Rhythmus und Zahl. Piper München/Zürich 1991, ISBN 3-492-03146-3.
- Rhythmus als Identität – Oder Vom „Namen“. In: H. Bohne, K. Piper (Hrsg.): Die Lust am Denken. Ein Lesebuch aus Philosophie, Natur- und Humanwissenschaften. Piper-Verlag, München 1992, S. 288–293.
- Musikgeschichte – harmonikal betrachtet. In: Peter Neubäcker (Hrsg.): Harmonik & Glasperlenspiel. Neubäcker-Verlag, München 1994.
- Musik und Mensch. Baustein für eine Anthropologie der Musik. In: Musica, Zweimonatszeitschrift 49. Jg., Heft 1 1995, S. 2–9.
- Musikgeschichte als Bewusstseinsgeschichte. In Beiträge zur Musiktherapie Band 1, München (Freies Musikzentrum) 1995, S. 23–41.
- Komponieren für Film und Fernsehen. Ein Handbuch. Schott, Mainz 1997; 3. Aufl. 2005, ISBN 3-7957-8708-4.
- Von der „niederen“ Populärkultur zur Mutter aller Künste: Film, Multimedia, Collage als Ausdruck der postmodernen Ästhetik. In: Walter Grasskamp, Michaela Krützen, Stephan Schnitt (Hrsg.): Was ist Pop? Zehn Versuche. Fischer Taschenbuch Verlag, Frankfurt am Main 2004, ISBN 3-596-16392-7, S. 141–164.
- Der Film als Mutter aller Künste. Collage in der Postmoderne. In: Heiner Gebris et al. (Hrsg.): Vom Kinderzimmer bis zum Internett. Musikpädagigische Forschung und Medien.. (= Musikpädagogische Forschungsberichte Band 9) Wißner, Augsburg 2004, ISBN 3-89639-403-7, S. 66–79.
- Geschichten erzählen mit Tönen und Bildern. In: Béatrice Ottersbach, Thomas Schadt (Hrsg.): Filmmusik-Bekenntnisse. UVK-Verlagsgesellschaft, Konstanz 2009, ISBN 978-3-86764-193-7.
- Filmmusik – Traumarbeit in surrealer Welt. Ein persönlicher Bericht aus der Komponistenwerkstatt. In: Konrad Heiland, Theo Piegler (Hrsg.): Der Soundtrack unserer Träume – Filmmusik und Psychoanalyse. Psychosozioalverlag, Gießen 2013, ISBN 978-3-8379-2295-0.

## Tonträger
Das kompositorische Schaffen von Enjott Schneider ist auf über 140 CDs dokumentiert, insbesondere in drei Reihen: Das Label Wergo veröffentlichte seit 1995 über 25 CDs, seit 2015 mit Schwerpunkt auf den symphonische Werken, im Label Ambiente Audio erschienen seit 2008 mit dem Schwerpunkt Sacred Music / Orgelwerke 28 CDs. 2022 wurde mit dem Label Solo Musica eine CD-Reihe begonnen, ebenfalls mit dem Schwerpunkt symphonischer Werke.

## Auszeichnungen (Auswahl)
- 1990: Bayerischer Filmpreis in der Kategorie „Beste Filmmusik“ für die Musik zu Rama dama[8]
- 1991: Filmband in Gold in der Kategorie „Beste Filmmusik“ (heute: Lola) für Wildfeuer und Leise Schatten[8]
- 1996: Golden Score der Bavaria Film GmbH
- 2001: Fipa d’or in Biarritz für die beste europäische Filmmusik (Jahrestage)[8]
- 2007: Deutscher Fernsehpreis in der Kategorie „Beste Filmmusik“ für Die Flucht und Nicht alle waren Mörder[8]
- 2015: Ehrenpreis beim SoundTrack Cologne[9]
- 2016: Ernennung zum Ehrenprofessor der Universidade Federal do Amazonas[8]
- 2018: Orlando di Lasso-Medaille für herausragende kirchenmusikalische Verdienste[10]
- 2018: Ernennung zum „Honorary Artistic Adviser“ des Opernhauses in Guangzhou/China[8]
- 2018: Ernennung zum Mitglied der Bayerischen Akademie der schönen Künste[7]
- 2019: Deutscher Filmmusikpreis, Ehrenpreis[11]